# Linia ognia (film)
Linia ognia (tytuł oryg. Shi wan huo ji) – hongkoński dreszczowiec z 1997 roku w reżyserii Johnniego To.

## Obsada
Źródło: Filmweb

- Alex Fong – Cheung
- Ruby Wong – madam
- Raymond Wong – Wong Ho-yin
- Carman Lee – Annie Chan
- Damian Lau – Cheung Fu-Shing
- Sean Lau – Yau Sui
- Annabelle Lau – robotnik

## Odbiór
Film zarobił 20 730 867 dolarów hongkońskich w Hongkongu.
W 1998 roku podczas 17. edycji Hong Kong Film Awards Wing-ming Wong zdobył nagrodę Hong Kong Film Award w kategorii Best Film Editing, Cosmopolitan Productions zdobyło nagrodę w kategorii Best Sound Design. Bun Yuen, Johnnie To, Ruby Wong i Mona Fong byli nominowani w kategorii Best Action Choreography, Best Director, Best New Performer i Best Picture. Podczas 5. edycji Hong Kong Film Critics Society Awards film zdobył nagrodę Film of Merit.